# سیارک ۲۱۶۹۶
سیارک ۲۱۶۹۶ (به انگلیسی: 21696 Ermalmquist، نامگذاری:1999RC52) بیست و یک هزار و ششصد و نود و ششمین سیارک کشف شده‌است که در ۷ سپتامبر ۱۹۹۹ کشف شد.
قدر مطلق سیارک برابر ۱۲.۹ است.